# Регион
Регион е най-често географско понятие, което се използва по различни начини между различните клонове на географията. Като цяло регионът е област от сушата или водата със средна големина. Регионът може да се разглежда като съвкупност от малки единици или като част от по-голямо цяло. Регионите могат да бъдат определени от физически характеристики, човешки характеристики, както и функционални характеристики. В областта на физическата география, екология, биогеография, зоогеография и география на околната среда, регионите се базират върху природните характеристики като екосистема и биотопи, биоми, водосборни басейни, планински вериги, видове почва и др.

## Физиографски региони
Регионите, определени въз основа на земните характеристики се наричат „физиографски“ или „геоморфични“ региони. Физиографията включва очертаване и описание на регионите от гледна точка на геоморфологията.

## Палеографски региони
Палеографията е наука занимаваща се с изучаването на древната геоложката среда. Тъй като физическите структури на повърхността на Земята са се променили през геологичното време, палеографите са измислили различни имена за древните региони които вече не съществуват, от много големи региони като свръхконтинетите Родиния, Пангея и Панотия, до относително малки региони като Берингия. Други примери включват Океан Тетис и езерото Ансилус. Палеографските континентални региони включват Лаврентия, Лавразия, Евроамерика и Гондвана.

## Исторически региони
Историческата география изучава човешката история, тя е свързана с места и региони, и обратно, изучаването на колко места и региони са се променили с течение на времето.

## Туристически региони
Туристическите региони са географски региони, които са определени от неправителствени организации или бюра по туризъм, които имат общи културни и екологични характеристики. Тези региони често носят името на географската област, бившата или текущата административна област или може да имат имена създадени за туристически цели. Имената на някои региони често сами привличат посетителите.
Някои от най-известните туристически региони, базирани на исторически или настоящи административни области включват Тоскана в Италия и Юкатан в Мексико. Известни примери за региони, създадени от правителствата или бюрата по туризъм са Езерната област в Обединеното кралство и Винената Държава в Калифорния.

## Региони на природните ресурси
Природните ресурси често се срещат в отделни региони. Природните ресурси могат да бъдат тема на физическата география или география на околната среда, но също така имат важно значение за човешката и икономическата география. Един въглищен регион например е предмет на физическата или геоморфологичната география, но с неговата експлоатация региона се превръща в икономически и културен. Примери за региони с определени природни ресурси: Румайла – регион между Ирак и Кувейт, богат на петрол; Кузбас – въглищен регион в Русия; Кривбас – богат на желязо регион в Украйна и др.

## Религиозни региони
Според доминиращите религии изповядвани в даден регион, те се делят на християнски, мюсюлмански, будистки и др. Християнските региони се делят на католически, протестантски, православни и др.

## Политически региони
В политическата география регионите се обуславят от отделни политически единици като държави, щати, области, територии, градове и др., както и мултинационални групировки като официално определените региони Европейски съюз, НАТО и др. както и неофициалните Третия свят, Близък изток, Западна Европа и др.

### Административни региони
Терминът регион произлиза от латинската дума regio и се използва за идентифициране на даден географски регион, или за административно делене на една държава. В английския език думата се използва и като конвенционален превод на еквивалентните термини на други езици (например область (област) от руски език и др.) Терминът регион или еквивалентен на него, се използва в следните страни като административна единица:
- Англия (не в Обединеното кралство като цяло)
- Белгия (на френски: région; на немски: Region; холандската дума gewest също се превежда като регион)
- България (област; oblast)
- Гана
- Гаяна
- Гвинея (région)
- Гвинея-Бисау (região)
- Дания (валидно от 2007)
- Еритрея
- Италия (regione)
- Конго (région)
- Кот д'Ивоар (région)
- Мадагаскар
- Мали (région)
- Намибия
- Нова Зеландия
- Перу (región)
- Русия (область; oblast)
- Сенегал (région)
- Словакия (kraj)
- Танзания
- Того (région)
- Тринидад и Тобаго (Regional Corporation)
- Украйна (область; oblast)
- Унгария (régió)
- Филипини (region)
- Франция (région)
- Чад (région, валидно от 2002)
- Чили (región)

Канадската провинция Квебек също използва „административния регион“ (Région administrative). В Шотландия се използват правителствени региони от 1975 до 1996 г. В Испания официално наименование на автономна област Мурсия е Región de Murcia. В административното деление на Бразилия, Сингапур, Швеция частично също се използва терминът регион, а Русия, Румъния и Венецуела са разделени и на икономически региони, освен административното деление. Китай разполага с пет 自治区 (zìzhìqū) и две 特别 行政区 (или 特别 行政区; tèbiéxíngzhèngqū), което се превежда като „автономна област“ и съответно „специална административна област“.

## Географски региони
Терминът регион може да се използва и за географски район в дадена държава или територия в рамките на няколко държави. Тези региони не са в основата на съвременното административно деление на тези страни, но определят регионалната идентичност и чувство за принадлежност. Регионите се определят на базата на исторически, политически и културни особености, които отличават района от своите съседи.
Някои примери:
- Исторически области в Румъния
- Региони във Финландия
- Региони в Норвегия
- Региони в Корея
- Региони на Япония
- Традиционни региони в Словакия
- Исторически области на Балканския полуостров
- Исторически области в Централна Европа